# روبرتو دياز هيريرا
روبرتو دياز هيريرا (بالإسبانية: Roberto Díaz Herrera)‏ (مواليد 27 يونيو 1937)، هو عسكري ودبلوماسي بنمي. كان عقيد في الجيش البنمي تحت قيادة الجنرال الرئيس مانويل نورييغا، واشتهر بإدانته العلنية للديكتاتور البنمي مانويل نورييغا في عام 1987، تم سجنه بعد ذلك بوقت قصير، وفي النهاية مُنح حق اللجوء السياسي في فنزويلا. وبعد أن أمضى 11 عامًا في المنفى في مختلف دول أمريكا اللاتينية عاد دياز إلى وطنه بنما. كما ترشح دياز هيريرا للانتخابات الرئاسية في عام 1996 إلى عام 1998 ولكنه لم يفوز. شغل منصب سفير بنما في الجزائر وإسرائيل.
ولد روبرتو دياز هيريرا في مدينة سانتياغو دي فيراغواس يوم 27 يونيو 1937، وهو الابن السابع من بين تسعة أشقاء، وقد نشأ على يد والديه (أناستاسيو دياز خيمينيز، مدرس) و (غريغوريا هيريرا، التي كانت ربة بيت وتبيع الخبز والحلويات في متجر محلي - وكانت أخت والدة الجنرال الرئيس عمر توريخوس). درس روبرتو دياز هيريرا في المدرسة العسكرية في ليونسيو برادو، ليما، بيرو،
كان يحضر أيضًا دروسًا في «المدرسة الرسمية للحرس المدني» بالإضافة إلى ذلك، درس في «ULACIT» في بنما، حيث حصل على شهادة في القانون. بدأ دياز العمل العسكري برتبة ملازم ثاني، وواصل مهنة عسكرية في المؤسسة الوحيدة من نوعها في بنما، «الحرس الوطني في بنما Guardia Nacional de Panamá». صعد بسرعة إلى رتبة عقيد.
في 7 سبتمبر 1977، وقع الرئيس الأمريكي جيمي كارتر والزعيم البنمي عمر توريخوس على معاهدات توريخوس كارتر، أرسله الرئيس توريخوس كمفاوض لقناة بنما إلى العديد من البلدان، بما في ذلك كوبا، فرنسا، و يوغوسلافيا. كما شغل روبرتو دياز هيريرا منصب ممثل دبلوماسي لبنما في إسرائيل، الجزائر ، فنزويلا ، المكسيك ، و كوستاريكا.
أصبح روبرتو دياز هيريرا رئيس الأركان العامة للجيش البنامي، والذي تم تغيير اسمه إلى «Fuerzas de Defensa de Panamá (قوات الدفاع في بنما)». في ذلك الوقت، كان هو الثاني في قيادة جيش بنما تحت قيادة مانويل نورييغا.

## حياته الشخصية
تزوج من زوجته الأولى، راكيل جوديث تابيرو، في 7 أكتوبر 1962. وأنجبا أربعة أطفال: جوديث جريجوريا، وغابي الأول سول، وراكيل دياز، وروبرتو جونيور، ثم انفصلا فيما بعد.

## وصلات خارجية
- (فيديو): وثائقي باللغة العربية عن الصراع بين العقيد «روبرتو_دياز_هيريرا» والجنرال «مانويل نورييغا».